# سامي وينوارد
سامانثا كيت وينوارد (بالإنجليزية: Sammy Winward)‏ (من مواليد 12 أكتوبر 1985) هي ممثلة ومغنية وعارضة أزياء إنجليزية. وهي مشهورة بلعب دور كاتي سوغدين في المسلسل التلفزيوني إميرديل من 2001 إلى 2015.

## حياتها المبكرة
ولدت وينوارد في بولتون، مانشستر الكبرى، إنجلترا. تلقت تعليمها في كلية الفنون الإعلامية تورتون الثانوية في بروملي كروس، جنوب تورتون، إنجلترا.

## حياتها الشخصية
كانت وينوارد مخطوبة للاعب كرة القدم ديفيد دان. وأنجبت ابنتهما ميا في المنزل في إدجورث، لانكشر.  انفصل وينوارد ودان في سبتمبر من ذلك العام. 

## فيلموغرافيا
| عام         | عنوان            | وظيفة        | ملاحظات         |
| ----------- | ---------------- | ------------ | --------------- |
| 2001 – 2015 | إميرديل          | كاتي سوغدين  | السلسلة العادية |
| 2006        | سوبستار سوبرستار | نفسها        | المتسابق        |
| 2015        | فريسة            | لوسي مردوخ   | السلسلة 2       |
| 2017        | بلا خوف          | سيوبان ميرفي | 2 حلقات         |

## جوائز و ترشيحات
| عام        | نتيجة                  | جائزة                      | الفئة   | فيلم أو مسلسل | حرف |
| ---------- | ---------------------- | -------------------------- | ------- | ------------- | --- |
| تم ترشيحها | جوائز التلفزيون الوطني | الأكثر شعبية الوافد الجديد | إميرديل | كاتي سوغدين   |     |

## روابط خارجية
- سامي وينوارد على موقع IMDb (الإنجليزية)
- سامي وينوارد على موقع قاعدة بيانات الفيلم (الإنجليزية)
- سامي وينوارد في قاعدة بيانات الأفلام على الإنترنت